# Palatka
Palatka (en rus: Палатка) és un poble (possiólok) de l'óblast de Magadan, a Rússia, que el 2019 tenia 3.579 habitants.